# Хорње Трховиште
Хорње Трховиште (слч. Horné Trhovište) насељено је мјесто са административним статусом сеоске општине (слч. obec) у округу Хлоховец, у Трнавском крају, Словачка Република.

## Становништво
| Година:    | 1994. | 2004.   | 2014.    | 2024.   |
| ---------- | ----- | ------- | -------- | ------- |
| Број људи: | 578   | 548     | 604      | 574     |
| Разлика:   |       | -5,19 % | +10,21 % | -4,96 % |

| Година:    | 2023. | 2024.   |
| ---------- | ----- | ------- |
| Број људи: | 578   | 574     |
| Разлика:   |       | -0,69 % |

Према подацима о броју становника из 2024. године насеље је имало 574 становника.